# آنا سیرینیان
آنا سیرینیان (ارمنی: Աննա Սիրինյան) دانشیار مطالعات ارمنی در دانشگاه بولونیا متخصص در زمینه ادبیات ارمنی باستان و قرون وسطی می‌باشد که مدال موسس خورناتسی توسط رئیس‌جمهور ارمنستان واهاگن خاچاطوریان به وی اهدا گردیده است.

## آثار
- Tracce armene nella Biblioteca Universitaria di Bologna e in altre biblioteche d'Italia[۳]